# Infinity Coaster
Der Infinity Coaster (deutsch „Unendlichkeitsachterbahn“) ist ein Stahlachterbahnmodell des deutschen Herstellers Gerstlauer Amusement Rides.

## Technik
Die Infinity Coaster sind eine eigenständige Weiterentwicklung des Modells Euro-Fighter von Gerstlauer Amusement Rides und wird als Stahlachterbahn mit pyramidenförmigen Schienenprofil gebaut. Der Start erfolgt entweder über einen Linearen Synchronmotor (LSM) oder über einen Kettenlifthill. Es gibt Varianten mit Einzelfahrzeugen für acht Fahrgäste bis zu Zügen für 32 Fahrgäste. Es können Geschwindigkeiten über 130 km/h erreicht werden.

### Sicherheit
In der Standardvariante werden die Fahrgäste mit hydraulischen Schoßbügeln gesichert. Diese sind stufenlos einstellbar und eignen sich für Personen ab einer Körpergröße von 1,25 m. Als Optionen kann eine automatische Bügelschließung oder ein Schulterbügelsystem gewählt werden.
Der Infinity Coaster hat ein magnetisches Rücklaufsicherungssystem, um die Fahrzeuge bei Stromausfall rückwärts den Lift herunterzulassen.

## Rekorde mit Infinity Coaster
Der Hersteller hat mit diesem Typ zugleich einige Rekorde aufgestellt. So ist The Smiler in Alton Towers die Achterbahn mit den meisten Inversionen, sie war auch der erste Infinity Coaster der Welt. Der 73 Meter hohe Schwur des Kärnan im Hansa-Park ist zusammen mit Silver Star im Europa-Park die höchste Achterbahn in Deutschland.

## Unfall vom 2.Juni 2015
Am 2. Juni 2015 ereignete sich mit der Bahn The Smiler ein schwerer Unfall. Ein besetzter Wagen fuhr ungebremst auf einen leeren auf. 16 Personen wurden zum Teil schwer verletzt. Unfallursache war die Missachtung diverser Sicherheitsprinzipien durch den Betreiber Merlin Entertainments. Die Wiederinbetriebnahme erfolgte erst in der Folgesaison am 19. März 2016.

## Auslieferung
Vom Infinity Coaster wurden weltweit zwölf Modelle ausgeliefert.
| Name                   | Modell                             | Park                    | Land                         | Öffnungsjahr |
| ---------------------- | ---------------------------------- | ----------------------- | ---------------------------- | ------------ |
| Fury                   | Launched Infinity Coaster (Custom) | Bobbejaanland           | Belgien                      | 2019         |
| Gold Rush              | Launched Infinity Coaster (Custom) | Attractiepark Slagharen | Niederlande                  | 2017         |
| HangTime               | Infinity Coaster (Custom)          | Knott’s Berry Farm      | Vereinigte Staaten           | 2018         |
| Junker                 | Launched Infinity Coaster (Custom) | PowerLand               | Finnland                     | 2015         |
| Karacho                | Launched Infinity Coaster 700      | Erlebnispark Tripsdrill | Deutschland                  | 2013         |
| Madagascar Mad Pursuit | Infinity Coaster (Custom)          | Motiongate              | Vereinigte Arabische Emirate | 2017         |
| Monster                | Infinity Coaster (Custom)          | Adventureland           | Vereinigte Staaten           | 2016         |
| Mystic                 | Infinity Coaster (Custom)          | Walibi Rhône-Alpes      | Frankreich                   | 2019         |
| Palindrome             | Infinity Coaster (Custom)          | Cotaland                | Vereinigte Staaten           | 2024         |
| Pitts Special          | Infinity Coaster (Custom)          | PowerLand               | Finnland                     | 2020         |
| Schwur des Kärnan      | Infinity Coaster (Custom)          | Hansa-Park              | Deutschland                  | 2015         |
| The Smiler             | Infinity Coaster 1170              | Alton Towers            | Vereinigtes Königreich       | 2013         |

### Infinity Inverted Coaster
Seit 2023 wurde der erste Infinity Inverted Coaster entwickelt und installiert. Storm - The Dragon Legend in TusenFryd war die erst Anlage des neuartigen Types.
| Name                      | Modell                             | Park            | Land      | Eröffnung         |
| ------------------------- | ---------------------------------- | --------------- | --------- | ----------------- |
| Avix                      | Infinity Inverted Coaster (Custom) | Parque del Café | Kolumbien | 17. Dezember 2024 |
| Storm - The Dragon Legend | Infinity Inverted Coaster (Custom) | TusenFryd       | Norwegen  | 27. Mai 2023      |